# 1672
Cette page concerne l'année 1672  du calendrier grégorien.
L'année 1672 est une année bissextile qui commence un vendredi.

## Événements
- 21 mars : une flotte française partie le 6 janvier de Surate, commandée par De la Haye et François Caron, apparaît devant Trinquemalay à Ceylan. Ils établissent des relations diplomatiques avec le roi de Kandy Râjasimha II qui leur donne la place de Trinquemalay (26 mars). La tentative échoue après le départ de l'escadre française le 9 juillet et l'intervention des Hollandais qui s'emparent de la place (11-19 juillet)[1].
- 7 avril : Louis Buade de Frontenac devient gouverneur général de la Nouvelle-France (1672-1682 et 1689-1698). Il prend ses fonctions le 12 septembre et fait pendant dix ans une politique de gouvernement direct et d’assimilation[2].
- 14 avril : début du règne de Mulay Ismaïl, roi du Maroc (fin en 1727)[3]. Mulay Rachid meurt après une chute de cheval (9 avril). Son jeune frère Mulay Ismaïl va achever son œuvre de réunification du Maroc. Il pacifie son royaume au prix de sanglantes répressions. Pour maintenir l’ordre et reconquérir les villes occupées par les Européens, il constitue une milice arabe (guich des Ouadaïs) et une armée composée essentiellement de Soudanais, qui atteint 150 000 hommes. À Meknès, sa capitale, il reçoit des ambassadeurs, en particulier de la France, de l’Angleterre et de l’Espagne pour lier des relations commerciales.
- 1er mai : mort de Abdullah Qutb Shah. Début du règne de son gendre Abu-L Hasan Qutb Shah, 8e et dernier sultan indo-musulman de Golconde de la dynastie des Qutb Shahi (en)[4].
- 7 juin : Gerald Aungier (en) devient gouverneur de Bombay (fin en 1677)[5].
- 27 septembre : création en Angleterre de la Royal African Company (société par action), qui obtient le monopole du commerce de l’or de Guinée[6].
- Novembre : 
  - Jean Talon quitte définitivement Québec pour des raisons de santé[7].
  - Début des raids du chef des Khoïkhoïs Gonnema contre la Colonie du Cap. Guerre des Boers contre les Hottentots, qui sont vaincus en 1677[8]. Les colons blancs du Cap se constituent en société militaire (obligation du service militaire et de l’entraînement annuel pour tous les hommes de 16 à 60 ans).

- Révolte des Afridi de Akmal Khan en Afghanistan contre les Moghols (fin en 1675)[9].

### Europe
- 2 janvier : Stop of the Exchequer[10]. Charles II d'Angleterre suspend pendant un an le remboursement de la dette publique pour financer la guerre. Le système bancaire est alors géré par les orfèvres de Londres, qui disposent de coffres-forts. L’excèdent de monnaie est enfermé à la tour de Londres. Le roi en avait profité pour prélever un emprunt forcé sur les réserves, qui ébranle le crédit des orfèvres. En janvier 1672, il ne peut rembourser un autre emprunt, provoquant la faillite des orfèvres.
- 20 mars : profession de foi orthodoxe de Dosithée II Notaras[11]. Le synode de Jérusalem, présidé par le patriarche Dosithée II, condamne la profession de foi de 1629 du patriarche de Constantinople Cyrille Loukaris.
- 25 mars : déclaration d’Indulgence de Charles II d'Angleterre[12].
- 28 mars : l’Angleterre déclare la guerre aux Provinces-Unies[13]. Début de la Troisième guerre anglo-néerlandaise (fin en 1674).
- 6 avril : début de la guerre de Hollande entre la France et les Provinces-Unies préparée par Hugues de Lionne, non déclarée, juste annoncée par Louis XIV (fin en 1678)[14].
- 14 avril : traité de Stockholm[15]. Charles XI de Suède s’engage à s’opposer militairement aux princes allemands qui voudraient porter secours aux Provinces-Unies.
- 26 avril : traité de Cölln-sur-la-Spree entre les Provinces-Unies et le Brandebourg[16].
- 22 mai : l’armée française passe la Meuse[13]. Début juin, les Français attaquent par surprise par l’est en traversant l’électorat de Cologne[17], conjointement à une offensive anglaise en mer du Nord.
- 4 juin : guerre entre la Pologne et l'Empire ottoman. L'armée ottomane conduite par le vizir Fazıl Ahmet Köprülü et le sultan Mehmed IV quitte Edirne et marche vers la Podolie[18]
- 7 juin : victoire navale hollandaise de l’amiral de Ruyter sur les Britanniques à la bataille de Solebay[13].
- 8 juin : prise de Groenlo par l'évêque de Münster[19].

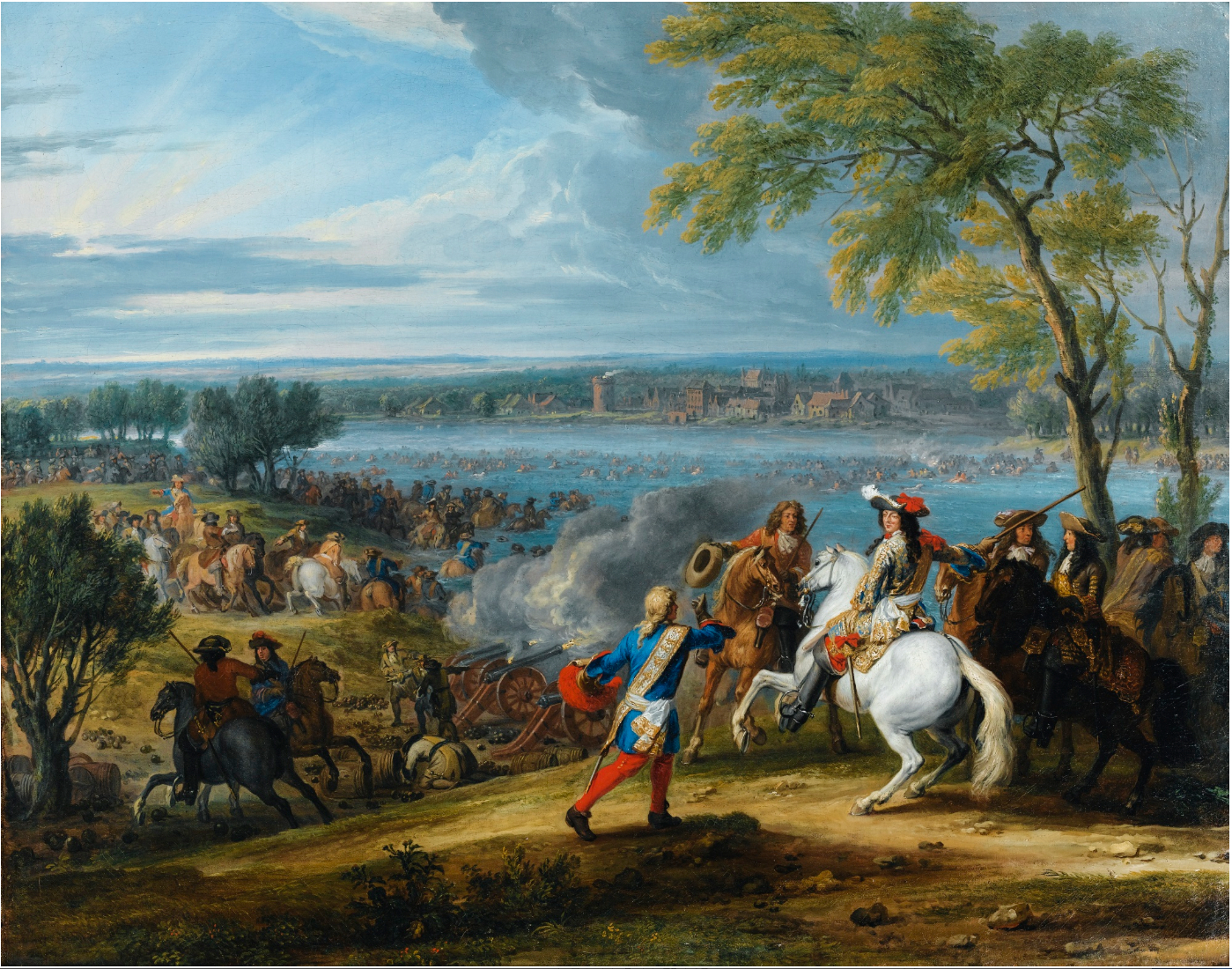
12 juin : Louis XIV passe le Rhin, toile de Adam François van der Meulen

- 12 juin : l’armée française passe le Rhin près de Tolhuis[13].
- 14 juin : prise de Arnhem[17].
- 16 juin-9 juillet : siège et prise de Nimègue par les Français de Turenne[20].
- 20 juin : les Hollandais ouvrent les écluses de Muyden et inondent leurs polders pour sauver Amsterdam[21].
- 24 juin : capitulation d’Utrecht où l’armée française établit ses quartiers jusqu'en juillet[17].
- 28 juin : hostilités entre Gênes et le duché de Savoie à la suite de la conjuration della Torre[22]. Rafaël della Torre, exilé de Gênes, offre au duc de Savoie de le rendre maître de Savone. L'affaire tourne cour, notamment après l'intervention de la France.

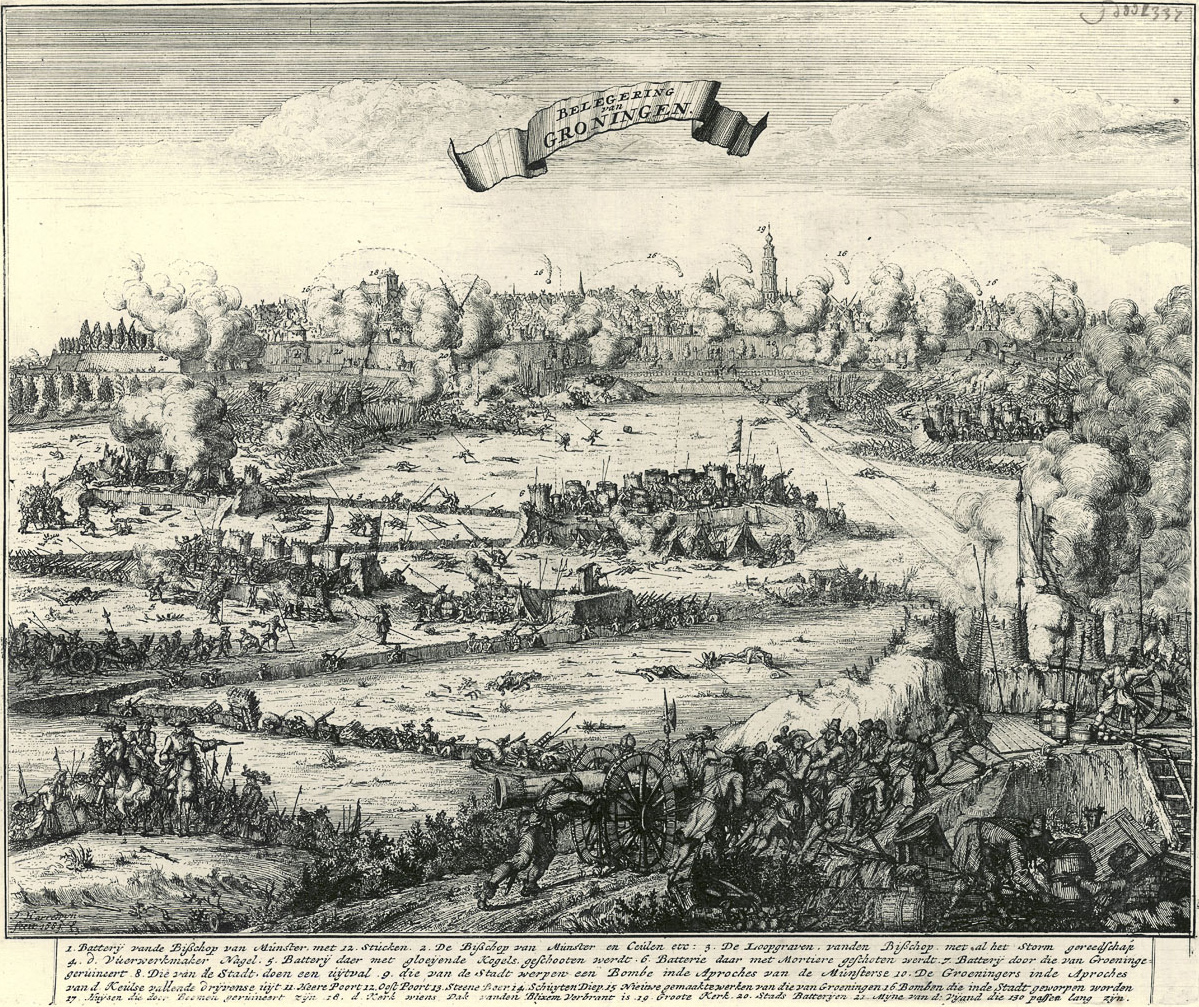
9 juillet-28 août : siège de Groningue.

- 2 et 3 juillet : Guillaume III d'Orange devient stathouder de Zélande et de Hollande[13] (fin en 1702). Il prend complètement le pouvoir. L’Édit perpétuel est aboli et Guillaume III promu amiral et capitaine général (juillet-août).
- 25 juillet : alliance de l’empereur Léopold Ier avec les Provinces-Unies à la Haye[23].

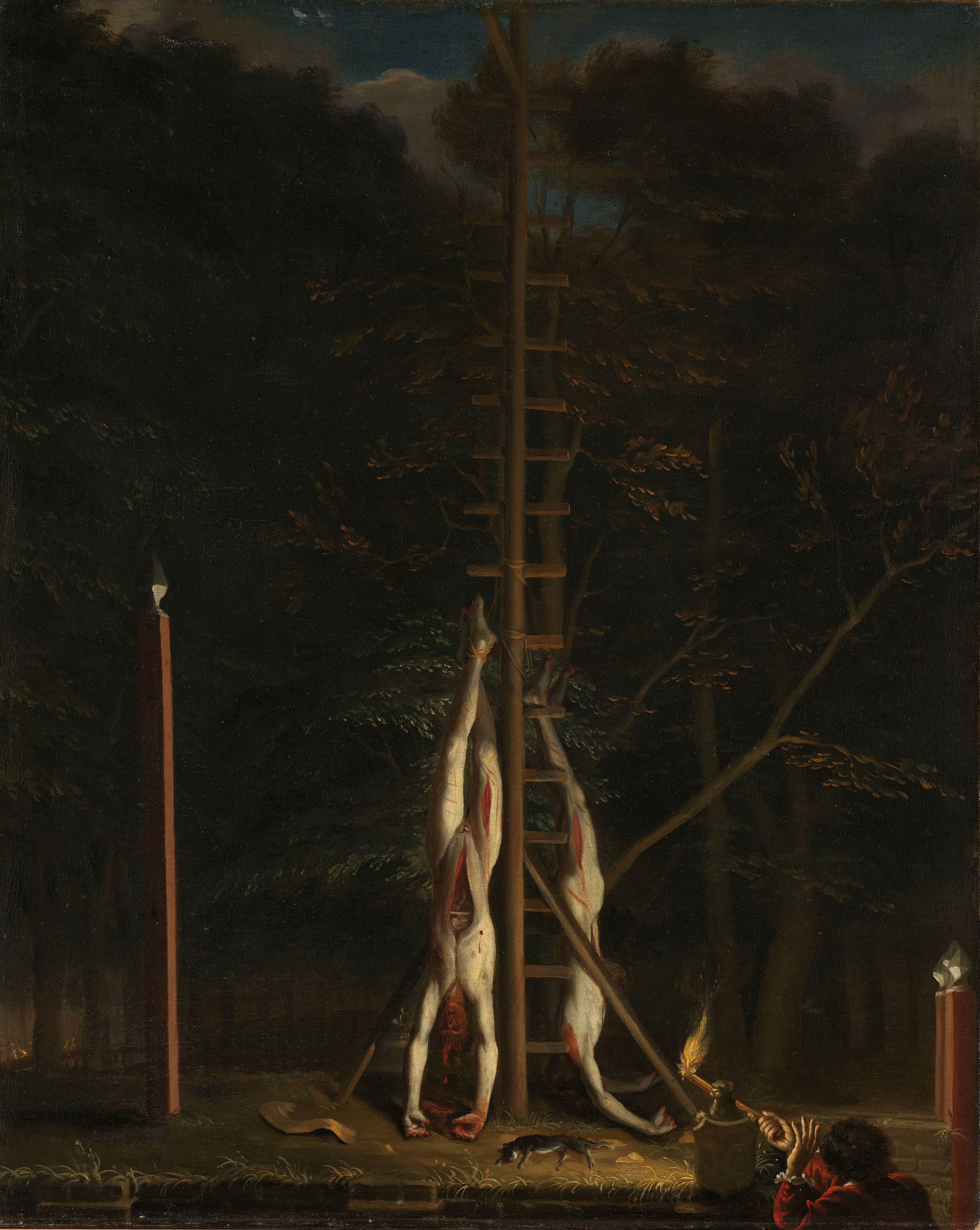
20 août : Le corps des frères De Witt, toile de Jan de Baen

- 20 août : massacre des frères Jean et Cornelis de Witt à la Haye au cours d’une émeute populaire orangiste[13].
- 28 août : échec du siège de Groningue par Bernhard von Galen[24].
- 10 septembre, Wesel : Turenne entre en Rhénanie médiane, malgré les forces impériales et brandebourgeoises[25].
- Septembre : la rébellion s’organise en Hongrie (Kuruc) avec l’aide de la Transylvanie. Elle prend le contrôle de Prešov, Bardejov, Sabinov et Kežmarok en Haute-Hongrie[26].
- 18 octobre : la paix de Buczacz met fin à la première phase de la guerre entre la Pologne et l'Empire ottoman. Les Cosaques Zaporogues, sous la conduite de l’hetman Petro Dorochenko, décident de se mettre sous la suzeraineté du sultan, qui envahit la Podolie (18 juillet) et s’empare de Kamenietz (27 août). Il met le siège devant Łwow, qu'il prend. Au traité de Buczacz, près de la frontière (18 octobre), la Podolie passe sous l’autorité de la Porte et la Pologne s’engage à payer une indemnité de guerre au vainqueur[18].
- 18 décembre : règne effectif de Charles XI de Suède[27].

- Suppression de tous les privilèges commerciaux du clergé en Russie[28].
- Russie : des dissidents religieux s’immolent par le feu à Nijni Novgorod[29]. Ces suicides collectifs se répandent (37 cas jusqu’en 1691, plus de 2000 victimes).
- Troubles à Messine. Les Malvezzi (riches anti-espagnols) s’opposent aux Merli (milieux populaires favorables à Madrid). Les Malvezzi font appel à Louis XIV, alors en guerre contre l’Espagne (1674)[30].

## Naissances en 1672
- 13 février : Étienne-François Geoffroy, médecin et chimiste français († 6 janvier 1731).
- 5 mars : Giuseppe Zola, peintre baroque italien († 9 mars 1743).
- 21 mars : Johann Georg Abicht, théologien luthérien allemand († 1740).
- 23 avril : François Chicoyneau, médecin français († 13 avril 1752).
- 1er mai : Joseph Addison, homme d'État, écrivain et poète anglais († 17 juin 1719).
- 9 juin : Pierre Ier de Russie, tsar de 1682 à 1725 († 8 février 1725).
- 29 juin : Pietro Nelli, peintre italien de la fin de la période baroque de l'école florentine († après 1730).
- 18 juillet : Jean Henri Lederlin, philologue français, actif à Strasbourg († 7 septembre 1737).
- 2 août : Johann Jakob Scheuchzer, médecin et naturaliste suisse († 23 juin 1733).
- 18 octobre : Giuseppe Antonio Caccioli, peintre italien († 20 juillet 1740).
- 20 octobre : Ludovico Antonio Muratori, écrivain italien († 23 janvier 1750).
- 29 octobre : Zhang Tingyu, homme politique et historien chinois († 30 avril 1755).
- Date précise inconnue :
  - Guglielmo Borremans, peintre originaire des Pays-Bas espagnols qui vécut en Italie († 1744).
  - Francesco Costa, peintre italien († 1740).
  - Jacques Courtin, peintre français († 26 août 1752).
  - Étienne-Simon de Gamaches, mathématicien et philosophe français († 18 février 1756).

## Décès en 1672
- 21 janvier : Adriaen Van de Velde, peintre, aquafortiste et sculpteur néerlandais (° 30 novembre 1636).
- 22 février : Karel van der Pluym, graveur et peintre néerlandais (° 1625).
- ? février : Gillis Rombouts, peintre hollandais (° 1630).
- 25 mars :  Laurent Fauchier, peintre français (° 11 mars 1643).
- 9 avril : Mulay Rachid, sultan du Maroc (° 1631).
- 21 avril : Antoine Godeau, homme de lettres et évêque français (° 24 septembre 1605).
- 30 avril : Marie de l'Incarnation, ursuline et mystique française (° 28 octobre 1599).
- Avant le 4 mai : Jacques Champion de Chambonnières, claveciniste et compositeur français (° vers 1631).
- 8 mai : Jean-Armand du Peyrer, Lieutenant Capitaine de la compagnie des Mousquetaires (° 1598).
- 9 mai : François de La Mothe Le Vayer, philosophe, philologue et historien français (° 1583 ou 1588).
- 7 juin : Édouard Montagu, 1er comte de Sandwich, officier de marine et homme politique anglais (° 27 juillet 1625).
- 3 juillet : Francis Willughby, ornithologue et un ichtyologiste anglais (° 22 novembre 1635).
- 20 août : Johan de Witt, grand-pensionnaire des Provinces-Unies (° 1625) ainsi que son frère Cornelis (° 1623).
- 4 septembre : Pieter van Noordt, peintre de natures mortes néerlandais (° 19 décembre 1621).
- 12 septembre : Tanneguy Le Fèvre, philologue et helléniste français (° 1615).
- 16 septembre : Anne Bradstreet, première femme écrivain américaine (° vers 1612).
- 26 août[31] : Jean Warin, sculpteur et graveur de monnaies et médailleur français (° 6 février 1607).
- 30 août : Guy Patin, médecin et homme de lettres français[32].(° 31 août 1601).
- 6 novembre : Heinrich Schütz (Köstritz, 1585-Dresde, 1672), compositeur allemand, figure majeure de la musique baroque allemande au XVIIe siècle (° 8 octobre 1585).
- 12 novembre :  Jean Nocret, peintre français (° 26 octobre 1615).
- 16 novembre :
  - Franciscus de le Boë Sylvius, biologiste (° 15 mars 1614).
  - Esaias Boursse, peintre néerlandais (° 3 mars 1631).
- 8 décembre : Johann Christian von Boyneburg, conseiller intime de l'électeur de Mayence et Grand-Maréchal du même électeur (° 12 avril 1622).
- 16 décembre : Jean II Casimir Vasa, roi de Pologne (° 22 mars 1609).
- Date inconnue :
  - Zhou Lianggong, peintre chinois (° 1612).
  - Carlo Fracassati, médecin italien (° 1630).
- Vers 1672 :
  - Christophe Glaser, pharmacien suisse (° 1629).